# Вја дел Маре (Рим)
Вја дел Маре је насеље у Италији у округу Рим, региону Лацио.
Према процени из 2011. у насељу је живело 12 становника. Насеље се налази на надморској висини од 89 м.